# Retshjælp
Retshjælp er en betegnelse for ydelsen af juridisk rådgivning, f.eks. i forbindelse med retssager. Retshjælp ydes typisk af en advokat.
Ordet retshjælp dækker også over en række institutioner og foreninger i Danmark, sammensat af advokater, andre jurister og jurastuderende, som vederlagsfrit yder retshjælp til danskere, ofte med støtte fra Civilstyrelsen. 
Der findes mange retshjælpskontorer i Danmark. Blandt de mest aktive og brugte retshjælpskontorer findes blandt andet Retshjælpen Fyn, Århus Retshjælp, Københavns Retshjælp og Silkeborgs Retshjælp. Disse kontorer beskæftiger sig med juridisk bistand inden for et utal forskellige retsområder, herunder lejeret, socialret, udlændingeret, strafferet og formueret.